# 托比亚斯·沙德
托比亚斯·沙德（德語：Tobias Schad，1991年7月24日—），德国男子赛艇运动员。他曾代表德国参加法国举办的2015年世界赛艇锦标赛，获得男子轻量级八人单桨有舵手金牌。